# Zions Bancorporation

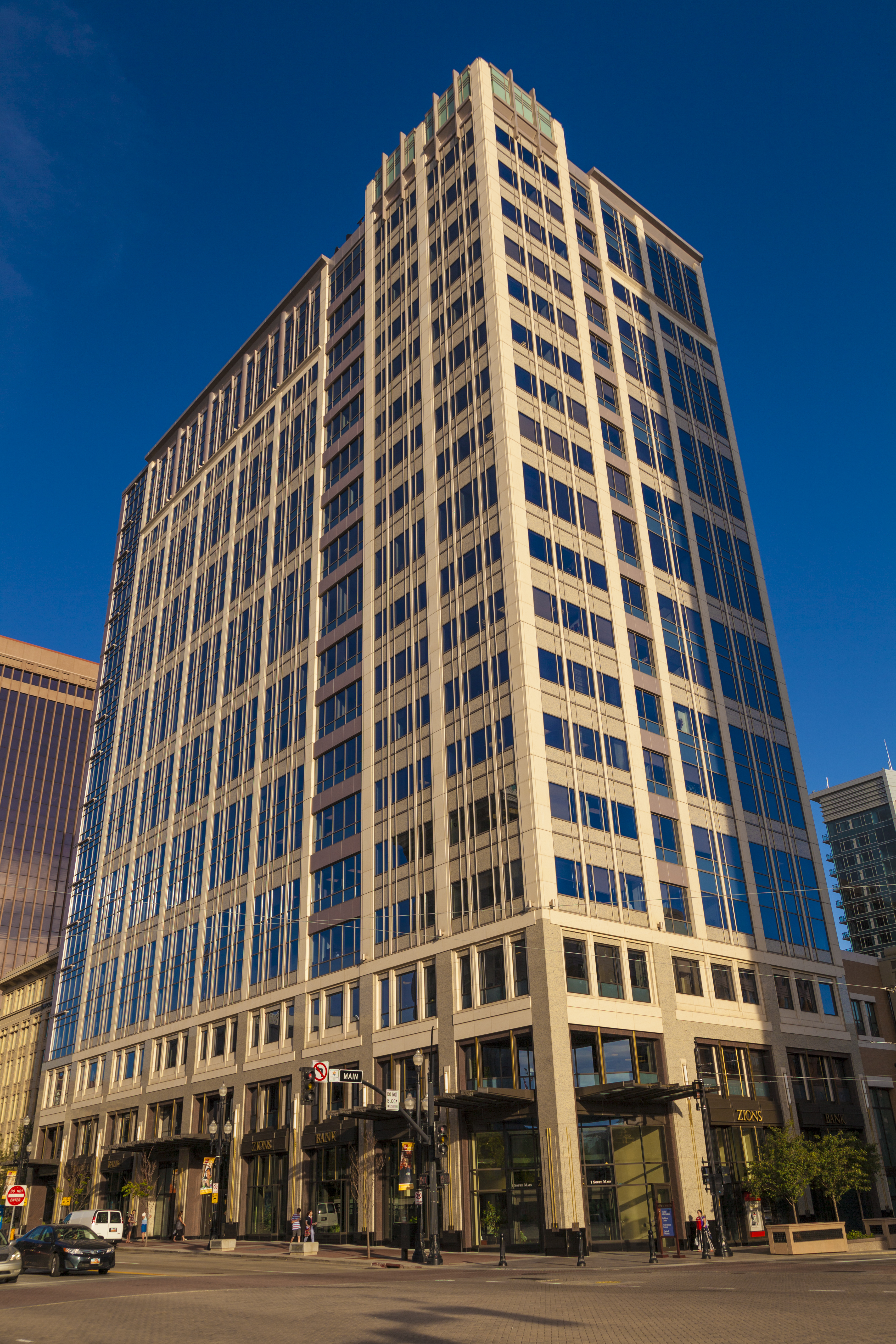
Torre do Zions Bank em Salt Lake City, Utah.

A Zions Bancorporation é uma holding bancária sediada em Salt Lake City, Utah. A Zions Bancorporation originou-se como Keystone Insurance and Investment Co., uma Corporação de Utah, em abril de 1955. Em abril de 1960, a Keystone, juntamente com vários investidores individuais, adquiriu uma participação de 57,5% no Zions First National Bank da Igreja SUD. Em 1965, o nome da empresa foi alterado para Zions Bancorporation. (No entanto, operou como Zions Utah Bancorporation de 1966 a 1987.) A primeira oferta pública de ações da Zions Bancorporation foi feita em janeiro de 1966. Continuaram a existir alguns acionistas minoritários até abril de 1972, quando a empresa trocou as ações minoritárias restantes por ações ordinárias. Em 2018, o Zions Bancorporation fundiu-se com sua subsidiária bancária, ZB, N.A., que passou a se chamar Zions Bancorporation. O N.A. Zions Bancorporation agora opera como um banco nacional que opera sob oito marcas locais, e não como uma holding.

## História

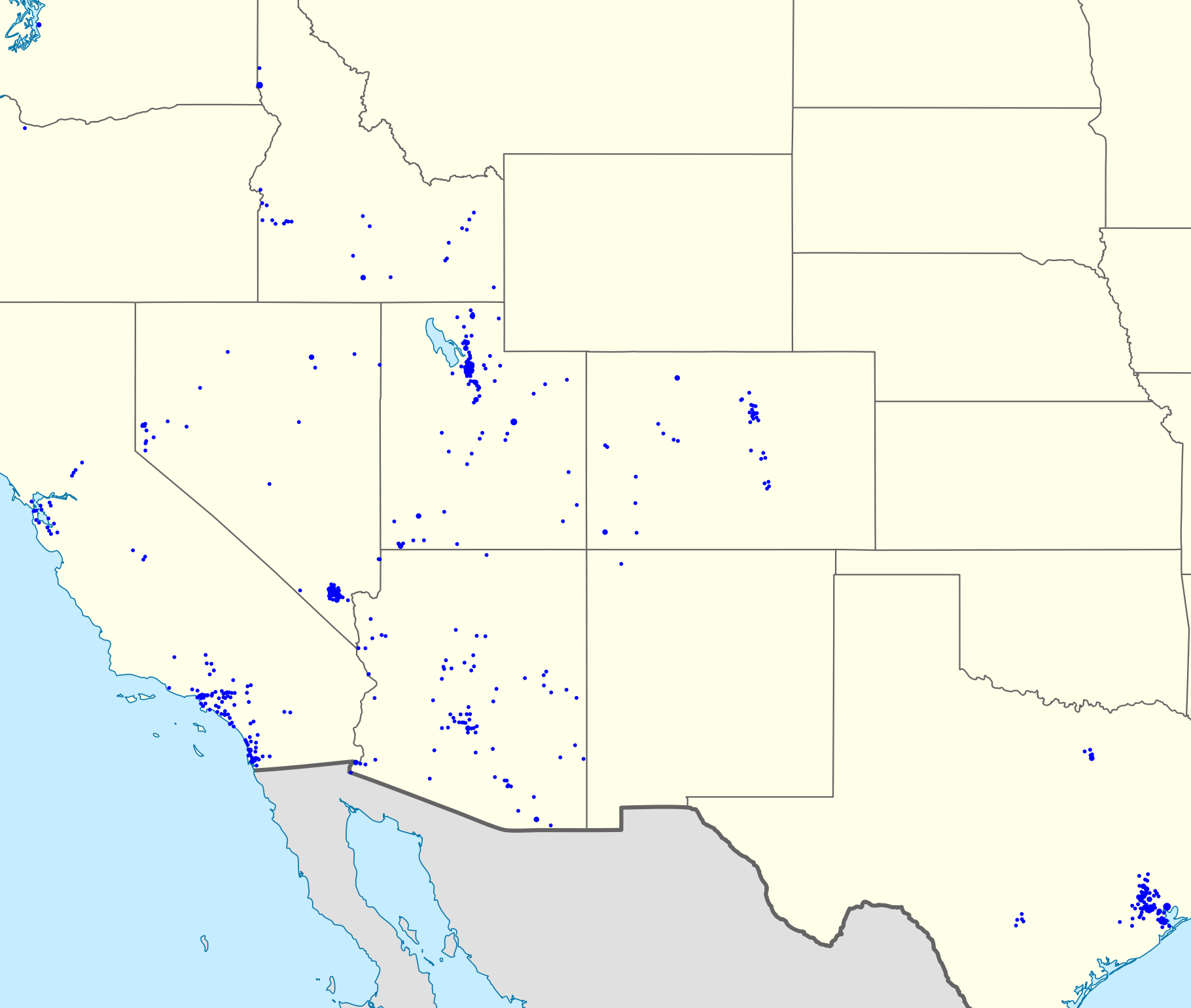
Pegada de varejo Zions

A história do banco remonta à fundação da Zion's Savings Bank and Trust Company, que Brigham Young abriu no outono de 1873 durante o assentamento mórmon de Utah. Foi o primeiro banco de poupança e crédito imobiliário de Utah.
Durante o pânico de 1893, o banco conseguiu não apenas permanecer estável, como também continuou a crescer.
Durante o início do século XX, Zions financiou empresas como:
- Bingham Copper Company (mais tarde Kennecott Utah Copper)
- Companhia Ferroviária de Salt Lake e Los Angeles (agora Union Pacific Railroad)
- Big Cottonwood Power Company (mais tarde Utah Power e hoje Rocky Mountain Power)
- Companhia de Gás de Salt Lake (mais tarde Companhia de Abastecimento de Combustível da Montanha e hoje Questar Gas)

O pânico de 1907 foi a única interrupção no crescimento constante de Zions. No entanto, os depósitos cresceram de US$ 2 milhões em 1901 para US$ 9 milhões em 1918.

### Grande Depressão
Na manhã de 15 de fevereiro de 1932, três anos após o acidente de Wall Street em 1929, os clientes foram imediatamente ao banco, esperando nas filas que saíam do prédio e chegavam às ruas. Os caixas foram instruídos a atender a todos os pedidos de retirada. Em 2,5 dias, um total de US$ 1,5 milhão foi retirado. Perto do final do segundo dia, o presidente do banco (e da Igreja de Jesus Cristo dos Santos dos Últimos Dias) Heber J. Grant colocou uma placa na janela do banco que dizia, em parte: 
 [O banco] está em uma condição muito forte, limpa e líquida. Pode pagar todos os depositantes na íntegra. O medo de seu fracasso não é apenas sem fundamento, como também positivamente tolo. Não existe um banco mais seguro no Estado ou na Nação. 
 Filas de clientes que haviam durado um quarteirão começaram a diminuir e, dentro de cinco ou seis dias, muitos clientes retornaram para depositar seu dinheiro. No final do mês, o total de depósitos era mais do que retiradas, e Zions havia sobrevivido à Grande Depressão.
Em 1957, a Zion fundiu-se com a Utah Savings and Trust Company e o Primeiro Banco Nacional de Salt Lake City. A instituição sobrevivente foi nomeada Zions First National Bank.

### 1960-2007
Em 1960, a Keystone Insurance and Investment Company, fundada em 1955, comprou uma participação majoritária na Zions da Igreja de Jesus Cristo dos Santos dos Últimos Dias e mudou seu nome para Zions Utah Bancorporation. Ele manteve esse nome até 1987, quando foi reduzido para Zions Bancorporation, seu nome atual, para refletir a crescente presença da empresa fora de Utah.
Em janeiro de 1966, a Zions se tornou uma empresa pública por meio de uma oferta pública inicial.
O banco se expandiu para Nevada em 1985 com a compra do Nevada State Bank.
O banco entrou no Arizona em 1986 com a aquisição do Mesa Bank.
Ele se expandiu para o Colorado e o Novo México em 1996, adquirindo o Aspen Bancshares, que operava o Pitkin County Bank and Trust, o Valley National Bank de Cortez e o Centennial Savings Bank.
Zions fez muitas aquisições em 1997 e 1998.
Em 1997, a Zions adquiriu a Vectra Banking Corporation e a Tri-State Finance Corporation do Colorado. A Zions também adquiriu o Tri-State Bank of Idaho. Também comprou 27 filiais no Arizona, Idaho, Nevada e Utah da Wells Fargo.
O Zions se expandiu para a Califórnia em 1997 e Washington em 1998, Oregon em 2005. Em outubro de 1998, o Zions fundiu suas três participações na Califórnia - Sumitomo Bank of California, Grossmont Bank, com sede em San Diego, e First Pacific National Bank - para criar o California Bank and Trust.
Em 1999, a empresa fez uma oferta pela First Security Corporation, mas perdeu para a Wells Fargo depois que a Comissão de Valores Mobiliários dos Estados Unidos forçou a Zions a reafirmar seus resultados em anos anteriores devido à forma como contabilizou as aquisições. Apesar da busca malsucedida da First Security, o Zions se tornou o maior banco com sede em Utah.
Em 2001, a empresa foi adicionada ao índice S&P 500.
Em 2005, a empresa se expandiu para o Texas com a compra do Amegy Bank.

### 2008-presente
Em 31 de agosto de 2010, a Zions anunciou a venda de sua subsidiária NetDeposit ao BankServ.
Em 27 de outubro de 2008, o Zions recebeu um investimento de US$ 1,4 bilhão do governo dos EUA como resultado do Troubled Asset Relief Program. Ele pagou os US$ 700 milhões finais em 26 de setembro de 2012 e o governo obteve um lucro de US$ 253 milhões com seu investimento na empresa.
Em 1 de junho de 2015, o Zions Bancorporation anunciou uma reestruturação corporativa, que incluiu a consolidação de sete charters bancários em um único charter e US$ 120 milhões em iniciativas de redução de despesas.

Em novembro de 2017, a Zions anunciou planos de fundir a holding e sua subsidiária bancária ZB, N.A. em uma Zions Bancorporation, N.A.